# Florence Ripley Mastin
 (avril 2019).
Florence Ripley Mastin, née le 18 mars 1886 dans le comté de Wayne (Pennsylvanie, États-Unis) et morte en 1968, est une poétesse américaine qui a publié dans de nombreux journaux. Plus de 90 de ses poèmes sont notamment parus dans le New York Times. Sans réelles connexions dans le monde littéraire, Mastin s'est faite elle-même et est emblématique de cette période du début du XXe siècle où la poésie est surtout présente dans les journaux, pour et faite par un large public. Mastin revendique un style lyrique et s'est attachée à dépeindre son quotidien, les événements historiques qui la marquent, et à rendre hommage à ses relations, dont sa compagne, Grace McColl.

## Biographie
Florence Mastin naît le 18 mars 1886 dans le comté de Wayne en Pennsylvanie. Son père est pasteur. Sa famille déménage quand elle est encore enfant, aux Four Gables, localisée au 26 Franklin St, à Pierpont, dans l’État de New-York. De cette maison d'inspiration néogothique, et construite pour un directeur des chemins de fer en 1840 au sommet d'une colline qui domine le Tappan Zee (en), là où l'Hudson est le moins dompté, Mastin écrira à son propos :
« Up a green hillside where a garden stood, /
O many years ago, on lichened stove, /
Jack-in-the-Pulpit lives in a leafy wood /
Preaching to thrushes... lilies pace alone /
With dim blue hoods, old nuns at last secure in their still chapel. /
Here the myrtle makes patterns for contemplation, and the pure /
White Star of Bethlehem in splendor breaks /
The mold of ancient leaves. Herein there lies /
For the disillusioned heart a vanished peace. /
The downward gazing eyes will meet the eyes /
Of fern or chickadee and sip of grace. /
To this green hill the weary heart must come /
To find at last an alter and a home. »
De fait, cette maison sera celle dans laquelle Mastin vivra jusqu'en 1960.
La vieille école et le vieux magasin de Piermont, la bibliothécaire, Miss Addie, l'étranglement du Tweed Boulevard, comme des souvenirs de navigation seront évoqués dans Across Time’s Fence (Portraits of Old Rockland Comity), publié à titre posthume, en 1978, par la Société historique de Rockland County.
Le rapport qu'elle entretient avec l'Hudson, et la navigation; est puissant. Son père possède un bateau, l'Ariel, et l'emmène, elle et son frère, naviguer jusqu'à Albany durant les étés. Elle aura elle-même son propre bateau, le Ludwig van Beethoven, plus tard. Son premier poème, The Hudson River, est publié dans le Nyack Star, en 1900. Mastin a alors 14 ans et est inscrite à la Tappan Zee High School. Elle en sort diplômée en 1903 et poursuit ses études au Barnard College où elle décroche un baccalauréat universitaire en littérature. Mastin y rencontre Grace Beatrice MacColl, qui sera sa partenaire pendant près de 50 ans.
Mastin décide assez tôt, dans la vingtaine, de changer son second prénom, qu'elle juge trop féminin, pour Ripley. Si Mastin juge celui-ci masculin et chantant, c'est également un hommage à son grand-père, Georges Ripley, un transcendantaliste qui a fondé avec sa femme, Sophia, dans le Massachusetts, à West Roxbury, la communauté de Brook Farm, en s'appuyant sur les idées de Fourier. Ses proches la surnomment désormais Ripley. Elle porte les cheveux courts.
Mastin et McColl, diplômées du Barnard College, décident de toutes les deux de passer des entretiens pour enseigner dans des lycées de New-York. Elles sont toutes les deux engagées au Erasmus Hall High School, « du fait de son passé illustre, de son très beau campus, et de sa célèbre équipe d'enseignants ».
La relation qu'elles vont entretenir toutes les deux sera acceptée par les milieux où elles évolueront, bien que souvent qualifiée d'amitié. Ainsi, quand en 1961, un papier qui doit paraître dans le journal de l'école où elle travaille mentionne l'amitié dévouée de MacColl, Mastin corrige et décrit sa partenaire comme brillante et belle, comment « [étant] une source d'inspiration constante pour [sa] poésie: elle est dotée d'un esprit aimable et brillant, d'une compréhension profonde et d'un subtil et délicieux humour. Elle est bien plus réaliste que moi et équilibre mon romantisme. Une amie plus sincère, plus noble et plus dévouée n'existe pas. »
Pendant 38 ans, Mastin enseigne la littérature au Erasmus Hall High School (en). Parmi ses élèves, lesquels saluent son enseignement et son influence, Bernard Malamud qui les qualifie, en 1982, dans le New-York Times, d'« inhabituellement excitants ». L'un des poèmes de Mastin, Old Gray School, est en fait une chanson, entonnée pendant des années dans la chapelle de sa « seconde maison chérie ».
Elle participe aux marches des suffragettes.
Son premier livre, Green Leaves, est publié en 1918. Son travail apparaît une douzaine de fois dans Poetry entre 1918 et 1935.
De manière générale, plutôt culottée et masculine, elle n'hésite pas à envoyer ses textes à ses amis, aux journaux, à des connaissances, et même au président. Elle publie beaucoup et dans de nombreux journaux, comme le New York Times, le Sunday Review, le New York Herald Tribune.
Elle prend sa retraite en 1952. La majorité de ses livres paraitront après cette date. Elle meurt en 1968, un an après sa compagne, Grace MacColl.

## Réception et analyse de l’œuvre
Si les publications de Florence Ripley Mastif sont nombreuses dans de grands médias comme le New York Times et bien accueillies par le grand public, si certains poèmes ont été régulièrement republiés, la réception critique par ses pairs est plus mitigée. Son premier recueil, Green Leaves, est jugé prometteur, malgré l'usage de mots voulus poétiques, comme lethed, yea, ou encore perchance. Les sonnets qui composent les poèmes du recueil Cables of cobweb sont jugés comme une facilité de la part de l'auteur, trop long pour ce qui y est dit, et qui n'appartient pas aux thématiques d'un lyrisme académique. Cependant les poèmes Flying sonnets, Mother, The tree above, et Umbra sont, selon Margaret Young, écrits avec fraîcheur, vivacité, et un profond sens du détail.
Margaret C. Jones estime que pour Florence Ripley Mastin, la conscience de l'exploitation économique parvient à la narratrice du poème The Dream dans le contraste qui existe entre la foule pâle et livide d'ouvrières textile et le chatoiement des tissus qu'elles travaillent.
« […] Looked up at me. / Her eyes were dark with pain. / Them I awoke ant it was sunny morn - / But in the dawn there was for me no gleam / And I can never wear the dress again. » (juin 1916)
John Newcom met quant à lui en parallèle l'analyse que font Klimer[Qui ?] et Mastin, du métro et de son environnement, en termes de rapport de classes. L'un et l'autre estiment que grâce à sa force d'aliénation, à la confrontation à l'altérité à laquelle il oblige, et le sublime de sa technologie, une déconstruction est possible. Dans In the subway (publié dans The Masses, Barnard Alumna, 1916) le point de vue choisi est le même que celui de The Dream : une personne de classe moyenne, qui se décrit comme elle-même aliénée, voir s'auto-aliénant, ne sachant plus le milieu duquel elle vient, car confrontée à la fois à la classe bourgeoise qui n'emprunte pas le métro mais circule en voiture, et à celle aux lèvres pâles des ouvriers, cette fois-ci dans le métro. Si In the subway commence comme une promenade, il finit par une réflexion sur le coût émotionnel du progrès technologique, et la surprenante malléabilité de l'allégeance de classe.
Parmi ses autres poèmes où l'intérêt de Mastin se révèle quant à des questions sociales : The conning tower en hommage à Inez Milholland, l'une des figures importantes du féminisme aux Etats-Unis.
Face à la première page de son scrapbook, à même la couverture, Alice Dunbar-Nelson a collé, daté du 3 novembre 1915, jour suivant du vote, perdu, qui aurait permis aux femmes d'acquérir ce droit, An Older Woman to a Younger, poème de Florence Ripley Mastin.

## Reconnaissance
Mastin a été membre de la Société américaine de poésie et a gagné divers prix. Freedom's Dream a ainsi gagné en 1959 la médaille de la Fondation de la Liberté. La même année, la New York State Commission on Historic Observances sélectionne ce poème comme poème officiel de l'Année de l'Histoire pour la 350e Hudson-Champlain Celebration.